# Фуштани
Фуштани (грч. Φούστανη, Фустани) је насељено место у општини Меглен у периферији Средишња Македонија, Грчка. Према попису из 2021. године било је 333 становника.
Према бугарском географу и историчару, Василу Канчову, у Фуштану је 1900. године живело 1.750 Словена муслимана и 650 Словена хришћана. Већи део мештана је током 18. века због притиска и веће сигурности за живот прешао на ислам. Од почетка 20. века број хришћана је постепено опадао. Године 1924. муслиманско становништво је принудно исељено у Турску а на њихово место су насељене грчке избегличке породице из Турске. На попису из 1928. године Фуштани је имао 1.160 становника, од чега 1.008 Грка и 152 Словена. За време Другог светског рата овде је боравио Главни штаб НОВ И ПО Македоније, формирана је Друга македонска бригада, одржани су партијски савет и омладимски конгрес и биле нападнуте немачке војне јединице.